# Zgornja Javoršica
Zgornja Javoršica – wieś w Słowenii, w gminie Moravče. W 2018 roku liczyła 106 mieszkańców.